# Манірність
Мані́рність — особлива психомоторна поведінка, яка стосується характерологічних рис особистості. Вона проявляється понад вишуканістю. Для цього прояву характерний різний ступінь загостреності однієї або всіх емоцій (манер, жестів, міміки, вимови). Це часто химерні, спотворені, витіюваті рухи, які здаються безглуздими. Також іноді спостерігається відсутність простоти в поведінці. Перебільшення цього ставлення є ознакою деяких психотичних станів і присутнє при кататонічній шизофренії. Однак манірність також є діагностичним критерієм синдрому раннього дитячого аутизму.
| | Під манірністю розуміється форма вираження, яка мовно виявляється в неприродній мовній техніці з перебільшеною, цілеспрямованою артикуляцією, ексцентричним вибором слів і поширеним виразом (також званою «неприродною мовою») в поведінці у вигляді відносин і химерних заумних поз або рухів. Якщо порушений вираз обличчя, кажуть також про гримасу Оригінальний текст (нім.) Unter Manierismus versteht man [auch] eine Ausdrucksform, die sich sprachlich in einer unnatürlichen Sprachtechnik mit übertriebener, gezielter Artikulation, verschrobener Wortwahl und gespreizter Ausdrucksweise zeigt (auch „Stelzensprache“ genannt), im Verhalten als Attitüden und bizarr-abstruse Haltungen oder Bewegungsabläufe. Wenn die Mimik betroffen ist, spricht man auch von Grimassieren |
| — Klaus Lieb, Sabiene Frauenknecht, Stefan Brunnhuber: Intensivkurs Psychiatrie und Psychotherapie. 8 Auflage. Elsevier, Urban & Fischer, München, ISBN 978-3-437-42528-8, S. TBD. | |